# 平林鴻三
平林 鴻三（ひらばやし こうぞう、1930年〈昭和5年〉11月21日 - 2024年〈令和6年〉3月28日）は、日本の政治家、自治官僚。位階は従三位、勲章は旭日大綬章。
鳥取県知事（3期）、郵政大臣（第67代）、衆議院議員（5期）等を歴任。

## 来歴・人物
兵庫県精道町（現芦屋市）生まれ。鳥取県岩美郡福部村大字栗谷（現鳥取市）出身。灘高等学校、東京大学法学部政治学科卒業。1954年、自治省に入省。1961年、鳥取県庁に赴任し、地方課長、財政課長を務めた。自治省本省勤務と福岡県庁への出向を経て、1970年に総務部長として鳥取に再赴任した。
1974年、石破二朗より後続指名を受け、自治省を退職し、同年の鳥取県知事選挙で初当選。鳥取県知事は3期9年務める。3期目途中の1983年、知事を辞職し、第37回衆議院議員総選挙に古井喜実の後継者として鳥取県全県区（定数4）から自由民主党公認で立候補して当選。自民党では田中派→竹下派→小渕派→橋本派に所属。
1986年の第38回衆議院議員総選挙では鳥取県全県区でトップ当選し、再選。しかし1990年の第39回衆議院議員総選挙では、日本社会党の野坂浩賢に加え武部文も議席を獲得し、そのあおりを受ける形で平林が落選した（従来、鳥取県全県区では自民3、社会1で議席を分け合う構図が続いていた）。1993年の第40回衆議院議員総選挙では、自民党を離党した石破茂に次ぐ2位で当選。
1996年の第41回衆議院議員総選挙では、解散後に石破が新進党を離党したため選挙区調整により石破に鳥取県第1区を譲り、自身は比例中国ブロック単独で立候補して再選。翌1997年に自民党に復党した石破は、平林も所属する平成研究会に入会した。2000年の第42回衆議院議員総選挙でも比例中国ブロックで5選。第2次森内閣で郵政大臣に任命され、初入閣。2003年の第43回衆議院議員総選挙では、比例中国ブロック単独で立候補したものの落選し、政界を引退。2004年、旭日大綬章を受章した。
2024年3月28日、心不全のため、鳥取市内の自宅で死去した。93歳没。死没日をもって従三位に叙された。